# Słoboda (sielsowiet Budsław)
Słoboda (biał. Слабада, ros. Слобода) – wieś na Białorusi, w obwodzie mińskim, w rejonie miadzielskim, w sielsowiecie Budsław.

## Historia
W czasach zaborów wieś w okręgu wiejskim Motyki, w gminie Krzywicze, w powiecie wilejskim, w guberni wileńskiej Imperium Rosyjskiego. W 1865 roku liczyła 29 dusz rewizyjnych. Należała do dóbr Motyki, własność Cywińskich.
W latach 1921–1945 wieś leżała w Polsce, w województwie wileńskim, w powiecie wilejskim, w gminie Krzywicze.
Według Powszechnego Spisu Ludności z 1921 roku zamieszkiwało tu 147 osób, 134 były wyznania rzymskokatolickiego a 13 prawosławnego. Jednocześnie 142 mieszkańców zadeklarowało polską a 5 białoruską przynależność narodową. Było tu 29 budynków mieszkalnych. W 1931 w 34 domach zamieszkiwało 191 osób.
Wierni należeli do parafii rzymskokatolickiej w Budsławiu i prawosławnej w Krzywiczach. Miejscowość podlegała pod Sąd Grodzki w Krzywiczach i Okręgowy w Wilnie; właściwy urząd pocztowy mieścił się w Krzywiczach.
W wyniku napaści ZSRR na Polskę we wrześniu 1939 miejscowość znalazła się pod okupacją sowiecką. 2 listopada została włączona do Białoruskiej SRR. Od czerwca 1941 roku pod okupacją niemiecką. W 1944 miejscowość została ponownie zajęta przez wojska sowieckie i włączona do Białoruskiej SRR.
Od 1991 w składzie niepodległej Białorusi.
Urodził się tu Hieorhij Taraziewicz.